# 黒川すみれ
黒川 すみれ（くろかわ すみれ、1991年4月25日または、1989年1月30日 - ）は、日本のAV女優。マインズ所属。
旧名義の「稲川 なつめ （いながわ なつめ）」（2011年より2013年まで）、「西田 那津（にしだ なつ）」（2020年）としても知られる。

## 略歴
2010年にAVデビュー。当初は複数の芸名で出演していたが、2011年から「稲川なつめ」として活動。ファイブプロモーション所属。
2013年11月1日に新宿ニューアートでストリップデビューするも、同年で活動を休止。
2018年に「黒川すみれ」としてAV女優に復帰。所属事務所はマインズ。
2020年2月5日、自身の新しいツイッターでライフプロモーションに移籍し「西田那津」（1989年1月30日 - ）に改名したことを報告。同年11月7日付けでライフプロモーションを退所。その後はマインズに復帰し、再び黒川すみれ名義で活動を再開。
2022年6月27日週、FANZAレンタルフロアランキングにおいて『真夜中に夫の帰りを待つ兄嫁の寂しさを精子で埋める中出し性交。黒川すみれ』が1位を記録。
2023年5月に発表されたアサヒ芸能「2023現役AV女優SEXY総選挙」第39位。様々な改名時期を経たベテランが、関東圏50位、関西圏23位と関西地区から人気が上昇した。FANZA発表・2023年上半期AV女優ランキング16位。FANZA発表の2023年年間AV女優ランキングでは15位を記録。
2024年10月21日週FANZA動画フロアランキングにてベスト作品『黒川すみれ The Madonna Best 3枚組 12時間』が初登場4位にランクイン。

## 人物
- 滋賀県出身[12]。
- 趣味は、弓道、体操、カフェ巡り、ショッピング[1][12]。
- デビュー前はフリーターで、仕事を探していた時に同時にコンビニ、レンタルビデオ店、AVプロダクションに応募して最初に返事をくれたところに行こうと思い、最初に連絡が来たのがAVプロダクション（ファイブプロモーション）だった[13]。
- AVデビューするまでは処女だった[13]。

## 映像作品

### アダルトDVD

#### 稲川なつめ 名義
- 現役中出し体育大学生（10月15日、メガ・ハーツ）※「篠原かすみ」名義
- 鬼畜陸上狩り 汚辱編 第二巻（11月1日、唾鬼）※「佐々木唯花」名義

- 生姦×種付け×女子大生（3月3日、KIプランニング）※「片瀬真由」名義
- 超軟体!現役名門体育大生debut! 初めての軟体プレイでイキまくる経験人数1人のウブな敏感優等生 171cm 8.5頭身 上村ちひろ(仮名)18歳 超美脚の200°開脚・超美腰の300°エビ反り（4月7日、DEEP'S）※「上村ちひろ」名義
- 競泳美女粘着制裁 女子大生編 第一巻（5月2日、唾鬼）※「小森まりな」名義
- 現役名門体育大生お貸しします 上村ちひろ(仮名)18歳第二弾! 171cm8.5頭身の軟体超ウブ☆ビンカン優等生が問答無用!なんでもアリ!のお宅訪問 5ハメ!7ヌキ!（9月20日、DEEP'S）※「上村ちひろ」名義
- 夏休みの初体験 中出し レズ 黒人 W筆おろし 現役名門体育大生 上村ちひろ(仮名)（11月5日、DEEP'S）※「上村ちひろ」名義
- Taylor Girl（12月7日、色眼鏡/妄想族）

- 第四弾 裸の体育大生 第一章 現役名門体育大生上村ちひろ(仮名) 〜体育大生の未知なる欲望を呼び覚ます赤裸々な情熱SEX〜（1月7日、DEEP'S）※「上村ちひろ」名義
- あしのうらくすぐりまくり! 20（1月6日、RISING）
- 音楽好きのうちの秘書は― 22歳までレースクイーン（1月27日、バルタン）
- うちの妻・Ｔ恵(28)を寝取ってください 結婚三年目、専業主婦、子供なし 10（2月10日、ゴーゴーズ）※「Ｔ恵」名義
- 女王様スカウトオーディション 21（3月10日、健太郎）
- Girls Talk 014 人妻が女子大生を愛するとき…（3月15日、プラム）
- 数年前に会社をリストラされて以来、専業主夫になったワタクシは非常に肩身の狭い思いをしております。そんなワタクシの唯一の楽しみは女子高生の娘に『強力眠剤入り紅茶』。娘が家に連れて来たカワイイ友達には『三分でヤリマンになる媚薬入り紅茶』を飲ませてヤッちゃう事ですが、この媚薬を飲むと何度も求めてくるのが難点です。（3月22日、Hunter）
- アスリート少女レズ（4月5日、DEEP'S）※「上村ちひろ」名義
- 地方の繁華街にある本物女○高生が在籍するピンサロで生本番お願いしてみたら…（4月17日、ラハイナ東海）
- 完全ガチ交渉! 街で噂の、ウブな看板娘を狙え! Volume 06 in池袋（4月20日、プレステージ）
- 密かに妹にスケベ心を抱いてるシスコンの僕がデリヘルを呼んだら…甘えんぼでお兄ちゃんっ子だったはずのモノホンのアイツが来てたっぷりコッチが甘えさせられちゃいました。（5月4日、NON）
- 世界一と世界二のチ●ポに薬漬けされて白目むくまでガン突きFUCK!!!（5月4日、NON）
- 伊豆長岡にいたお嬢さん! 温泉だから恥ずかしがらなくても大丈夫!! 温泉で人生は波乱万丈だ!ゲーム（5月10日、SODクリエイト）
- 昨日まで［ひとりっ子］だった僕にいきなり6人の姉ができた!! 母親が再婚した先は6姉妹のお家! しかもみんな美人! 今まで母親以外の女性とほとんど話したことがない僕は当然童貞!だから部屋で隙だらけの女の子を見て勃起の毎日!そんな女性に不慣れな僕が、姉達には新鮮らしく勃起する度に喰われちゃいました…。（5月10日、Hunter）
- 長身&美脚女子大生のいやらしい営み スゴイ年上の男性に仕込まれた、濃厚SEXをみてください…。（5月13日、オーロラプロジェクト・アネックス）※「なつめ」名義
- 女子校生 極太バイブオナニー VOL.01（5月18日、虎堂）
- 偶然旅先で見かけた女の子だけのグループが気になってしまう。何とかして仲良くなりたい、あわよくば…（5月22日、MAGIC）
- 幼馴染が無邪気に仕掛ける［電気あんま］でフル勃起! 子供の頃から地味でモテない僕と、近所でも子供の頃からカワイイと評判で、しょっちゅう告られまくっている僕の幼馴染達は、高校生になった今でも子供の頃と同じ感覚で、僕の家にいきなり来て［電気あんま］を平気で仕掛けてくる。でもさすがにあの頃とは違い成長している僕の下半身は、適度な刺激と視界に入るパンチラで勃起…。すると、その異変に気付いた幼馴染が見た事の無いヤラしい表情に変わり僕を男として認識して…。（5月24日、Hunter）
- \変態親爺の 素人援交生中出し 134（5月31日、プラム）※「なつ」名義
- 旦那の目の前で黒人種付けされる若妻（6月1日、AFRO FILM）※「なつめ」名義
- ケモノたちの宴(〜うたげ〜) 汚されたアイドル…狙われ、騙され、犯され、学園の教師達に調教され肉奴隷となるミスキャンパス…。（6月13日、オーロラプロジェクト・アネックス）
- 女だけのイカせ合いキャットファイト（6月19日、アンナと花子）
- 丸ノ内OL専門マッサージ治療院 14（6月20日、ピーターズ）
- 整体院へ行ったら予想外に可愛い施術師がいて手を出してしまった俺（6月21日、AKNR）
- しおらしい若奥さんに通販で買った媚薬を盛ったら、カラダを熱くし下品にチ○ポを射精するまでぶっ通しで咥えてた。（6月22日、NON）
- 日本中のお嬢さんを口説いてきた SOD伝説の秘密兵器! NEWマジックミラー号 「ナンパ」大復活SP 難攻不落の高嶺の花 奇跡のCA(キャビンアテンダント) 5人Get編 in 国際空港（7月19日、SODクリエイト）
- クラスでひとりだけデカイ身長170cmの女の子 発育の良すぎる○○生をイタズラ（7月19日、ROCKET）
- お嬢さんのスーツ（7月28日、JAMS）
- 美脚黒パンスト（8月1日、ワンズファクトリー）
- 催眠愛玩 ファッションモデル マリコ（8月1日、催眠研究所別館）※「夏目マリコ」名義
- 新 センズリ見てたら興奮しちゃった素人娘 VOL.8（8月3日、OFFICE K'S）
- 稲川なつめの美脚レギンス（8月5日、フリーダム）
- 出産後、敏感になりすぎた人妻たちが失禁するほど悶えるオイルエステ（8月9日、アイエナジー）
- 絶対に手を出してはいけない相手をレズ夜這い 5（8月9日、AKNR）
- 実録投稿シリーズ 家庭教師が童貞の教え子1●才の子供を妊娠 「お母さん申し訳ございません。オナニーも知らないお宅の息子さんを誘惑し、勉強なんてしないで毎日毎日性の玩具にしています。息子さんは毎回私の中でイキ果て、今では生中出しじゃないと満足できない変態になってしまいました…」 禁断の快楽に溺れるショタコン家庭教師（8月9日、V&Rプロダクツ）
- アモルファスライナー GODDESS RISES（8月10日、GIGA）
- H行為厳禁のアロマ専門出張エステティシャンを自宅に呼んだら施術に集中し過ぎてパンチラには全くの無警戒!!しかも女性慣れしていない僕がマッサージ中に思わず勃起するとそれに気づいた美人エステティシャンは頬を赤らめるほど恥ずかしがってボクのチ○ポを求めてきた!（8月23日、Hunter）
- バイトの中で一番カワイイあの娘とやっちゃった俺 2（8月23日、AKNR）
- 勤務中にパンツスーツが破けてしまった高学歴の女を助けるフリをして手を出したノンキャリアの俺（8月23日、AKNR）
- お姉さんのブラウス（8月31日、フェ地下）
- 究極の羞恥と屈辱 変顔に顔射（9月6日、V&Rプロダクツ）
- 若妻 奴隷撫子（9月7日、ドリームチケット）
- 素人娘おマンコおっぴろげコレクション 2（9月7日、OFFICE K'S）
- ハイレグファンタジー ダブルアール（9月7日、ミル）
- 奴隷女画報 VOL.13（9月10日、健太郎）
- MOODYZファン感謝祭 バコバコバスツアー2012 バコリンピックスペシャル!!（9月13日、MOODYZ）
- みるスポ!（9月19日、みるきぃぷりん♪）
- 足裏パラダイス 2（9月20日、稀有）
- 怒れる肉食女子たちがかけてくるプロレス技のパワハラに興奮して勃起してしまった僕のチ○ポにまさかの逆発情!? 怒る度にプロレス技をかけてきては、勃起してしまう僕の反応を楽しんでストレスを発散!その後はセックスで欲求不満も解消してくる肉食女子たちと僕の不思議な関係…。プロレス技は苦しくて辛いけど、その後のエッチが気持ち良くて、僕は今日も怒られます! 僕と肉食女子たちの痛気持ちイイ関係♡（9月20日、ATOM）
- ほど良い大きさの着衣おっぱい。（10月1日、MOODYZ）
- 義理の父親（10月1日、VENUS）
- OL中出しバス痴漢（10月2日、DOC）
- Boots ボンデージ DE 病みつき手コキ性感 2（10月5日、未来・フューチャー）
- ROCKETユーザーリクエスト祭り 番外編 自転車愛好会のピチピチ桃尻女子大生がお尻穴あきサイクルウェアで羞恥サイクリング（10月6日、ROCKET）
- 「王様ゲームってこんなにエッチなことをするの?」 大学4年生にもなるのに合コンすらやった事がない超まじめでお堅い僕の家庭教師は、人生で一度もハメをはずした事がないらしい!そんな彼女が、どうしても大学を卒業する前に王様ゲームがやりたいらしく、照れながらも僕に2人きりの王様ゲームを求めてきた!!（10月6日、Hunter）
- 高身長171センチ 現役お嬢様女子○生モデル 西内りりか18歳デビュー はにかみま○こから溢れるほど中出し! 45発!（10月6日、Mr.michiru）※「西内りりか」名義
- マジ友の前で羞恥 9 街頭で女の子2人組をナンパして友達の前で淫らな行為をさせる（10月10日、ホットエンターテイメント）
- MOODYZファン感謝祭 うらバコバコバスツアー2012 補欠者救済?バコバス潜入捜査大作戦!!（10月13日、MOODYZ）
- 私、実は夫の上司に犯され続けてます…（10月13日、溜池ゴロー）
- W女王様 放課後の祭典(ミストレス女教師&サディスティック女子校生) 4（10月15日、未来・フューチャー）
- カラダで稼ぐ人妻の回春睾丸マッサージ 3（10月18日、アイエナジー）
- 高身長×美脚レズビアン（10月19日、アンナと花子）
- 高額バイトに集まってきた素人娘 vol.20（10月20日、最強）
- 俺専用性奴隷（10月20日、MAD）
- M男パラダイス 33 長身/サドなお姉さんに見下されながら犯されたい!!（10月25日、未来・フューチャー）
- 産婦人科医の弱みを握り診断に訪れた美女へのセクハラ治療を強制遠隔指令（11月8日、SODクリエイト）
- 女子高生限定 性調査アルバイト 学校では教えてくれない大人のリアル保健体育受けてみませんか?（11月8日、アパッチ）
- バレたら退学必至！現役女子大生のキケンすぎるバイト 2（11月9日、S級素人）
- オフィスラヴ（11月13日、U&K）
- 美熟女トイレ性犯罪被害生中出し 街中の狭く汚いトイレで痴漢マニアに激しく犯される清楚な美熟女潮吹きイラマ生中出しSEX!!（11月13日、セレブの友）
- れずぶるま（11月19日、ゆり★ゆり）
- 生乳が僕の目の前1cm!! いまだに大学生のお姉ちゃんと4畳半の相部屋で寝ている僕の家にお姉ちゃんの友達が狭いにも関わらず泊まりにやって来る。狭い部屋に布団ぎゅうぎゅう詰めで寝ると寝相の悪い姉の友達が寝ぼけて転がり僕に急接近!しかも超薄着なもんだから胸の谷間やハミ出したお尻が目と鼻の先!（11月22日、Hunter）
- 軟体解禁（11月23日、FIRST STAR）
- 失神寸前 濃厚キスと情熱セックスでイキまくる敏感女子大生（12月1日、蜜月）
- トリプルレズビアン 6 〜ギャル×黒髪×長身・偏執愛〜（12月8日（レンタル）/2013年1月11日（セル）、クリスタル映像）
- 露恥裏美白緊縛セレブ 絶対的美白高身長美尻ボディ廃墟内緊縛拘束性的調教野外快楽絶叫ファック!（12月13日、セレブの友）
- 極上のM性感 フェザータッチ回春エステ手コキサロン（12月15日、ジャネス）
- ギリエロ!下乳ダンサー!!（女子校生ver）（12月15日、ジャネス）
- 寝ている女性にイタズラしていたら逆に生ハメを求められて、もう発射しそうなのにカニばさみでロックされて逃げられない! 5（12月20日、アイエナジー）
- 僕の席の前に座る超まじめで気の弱い女子がある日突然白いブラウスから透ける程の派手な下着を付けてきた! じっ〜と眺めていたら授業中にも関わらず思わず勃起!! ガマンできなくなって偶然を装ってお尻に軽く触れたら予想以上に敏感に反応!更に強引に触ったら拒否するどころか感じまくり!! もしかして派手なブラはヤラれたがりのサイン!?（12月20日、Hunter）
- 稲川なつめが親の借金返済の為に決意の近親相姦（12月20日、V&Rプロダクツ）
- HIGH LEG EGOIST －高飛車な肢体としなやかな曲線美－（12月28日、メーテルホルモン）※「須河内彩寧」名義
- 小林電人プライベート調教 奴隷女子大生・由貴（12月30日、MARRION）※「由貴」名義

- 美脚OLの蒸れたパンストでいじめられた僕（1月5日、フリーダム）
- クチコミでしか宣伝していない自宅で夫に内緒で回春エステを営む奥様が資格がないのに濃厚サービスが超絶テクだと評判で…（1月10日、アイエナジー）
- 恥ずかしすぎる国際線CAスイートクラス研修（1月10日、サディスティックヴィレッジ）
- 現役キャバ嬢がドレスを脱いだとき… 8時間 SPECIAL 2（1月11日、BAZOOKA）
- 今までセックスには興味を示さなかったガリ勉の姉に遊び半分でウワサのアノ薬を盛ったら、驚くほど効いちゃって姉はマンホジで漏らしながら俺の勃起したチ●ポに喰らいついて離さなかった件（1月18日、NON）
- 一日ホテル監禁（1月19日、ドグマ）
- メコスジ!クイコミ! 制服コレクション（1月20日、未来・フューチャー）
- 麗しの女子社員レズビアン 〜接吻そして黒パンストフェチ〜（1月24日、ヒビノ）
- M男の欲望を全て叶えてくれる痴女集団（1月25日、痴女ヘブン）
- 夫に内緒で、義弟と中出しSEXしてしまいました…（1月25日、本中）
- OLの顔騎放尿 〜ムッチリ尻でみっちりイジメられた僕〜（2月5日、フリーダム）
- 女教師の強制射精指導（2月5日、フリーダム）
- 車ではねた被害者のお見舞いに来て声を押し殺しながらも犯され続ける私は本当に加害者でしょうか? 2（2月7日、アイエナジー）
- 濃厚、密着、セックス。（2月7日、PREMIUM）
- 鍵を落とす人妻（2月13日、溜池ゴロー）
- マッサージ師の浮きブラは偶然?誘惑? 小さな谷間を見られて興奮した微乳美女をセックスまで口説く!（2月21日、SODクリエイト）
- 素人限定!当たれば丸見え!? ドキドキ!!全裸ストラックアウト!!（2月21日、ATOM）
- 義父色に染められた美嫁（2月25日、マドンナ）
- 真・極限催眠 高身長×美脚SEXドールの秘められた願望を暴き出す 調教奴隷レズ性交&プライベート3Pファック快感絶頂!!（2月25日、セレブの友）
- 生徒に自宅を乗っ取られた若妻女教師 美人妻が奴隷ペットと化す3日間の凌辱劇（3月1日、ワンズファクトリー）
- 淫殺女仕置き人 Vol.6 狂艶の激なぶりシスター! 女看守 稲川なつめ見参（3月1日、MOTHERS ENTERTAINMENT PICTURES）
- 限界マエバリ! ヌギヌギ全裸オイリーダンス（3月5日、未来・フューチャー）
- SEXのハードルが異常に低い世界 5（3月7日、DEEP'S）
- 先生を授業中にリモコンバイブで大量失禁させたった!(※でも僕は怒られない!) ある秘密を知って以来、憧れのマドンナ先生は僕の言いなり!僕は典型的ないじめられっ子体質の地味な男子…。そんなザコキャラな僕が、ある秘密を握ってしまい先生を支配できるボスキャラ級の男に!それ以来、先生は僕の奴隷。文句一つ言いません!だからヤリタイ放題!夢の童貞喪失はもちろんのこと、クラスのヤリチン男子もやったことのないスゴい体験も!!（3月7日、Hunter）
- 放尿、潮吹き、オルガズム。（3月7日、PREMIUM）
- ガチ妻・AV女優ぶっかけドキュメント 夫のそばで汚されて…（3月8日、ワープエンタテインメント）
- 九時五時の人妻さん -03-（3月21日、タカラ映像）
- 人のモノだから欲しくなる、だから人妻は最高だ 夫以外に抱かれる人妻（3月22日、なでしこ）
- 西日が差し込むまでの関係。（3月22日、バルタン）
- 歯を磨く女（3月23日、稀有）
- 「包茎チ○コで超ラッキー!」 僕の通う高校は去年まで女子高だった為に女生徒率90%!!だから気が弱く自分に全く自信が持てなくて女の子と話す事が苦手な僕でもモテモテ…だと思ったのですがモテモテどころじゃないです!最近の女の子はとってもアグレッシブです!!ビックリしました!!本当に超肉食なんです!校内一気が弱く、恐らく校内一チ○コの皮が長いであろう僕の所に「包茎チ○ポがズル剝けになるのが見た〜い!」と女生徒がやってきて僕のチ○コを触りまくり!（3月23日、Hunter）
- 特選 パンティストッキングマニア 4時間（4月5日、OFFICE K'S）
- クラスの可愛い女子達にパシられて買ってきた飲み物に媚薬を仕込んだら、ボクのチ○ポは玩具にされて犯された（4月11日、SWITCH）
- 童貞大好き! 北川エリカ、稲川なつめ、矢沢りょうがバスガイドに成り済まして、東京に来る田舎の純朴男子○校生だらけの修学旅行に潜入！童貞男子を片っ端から美味しくいただいちゃいました!（4月11日、アパッチ）
- 童貞を卒業したい男子限定のエッチな筆おろしチャンス! 20分間AV女優に責められ続けて射精しなかったら生本番中出し童貞卒業させてあげます。 VOL.2（4月11日、アパッチ）
- 新妻ペット（4月13日、溜池ゴロー）
- 美脚直穿き黒パンストのお姉さんは好きですか? 3 オナニー好きな美女達が貴方だけを見つめて貴方だけに語りかける挑発的開脚極太ディルドオナニー快楽遊戯（4月13日、セレブの友）
- むしゃぶりつきたくなる義姉さんのスケベ尻（4月25日、マドンナ）
- 史上サイテーの寝取られ映像! カメラを持っているのは旦那。 あなた、ごめんなさい（4月25日、サイド・ビー制作室）
- プチ女王様はムレムレ黒パンスト（4月25日、シュガーワークス）
- 美人OLばかりを採用してレイプを繰り返すブラック企業の社内映像（4月26日、青空ソフト）
- Lesbian Venus 〜リアルレズドキュメント〜（5月1日、U&K）
- S-Cute Girls（5月1日、S-Cute）
- 応募即撮りH系 2（5月3日、NON）※「なつめ」名義
- 月刊 パンティストッキングマニア Vol.15 痴女×ボディコン×光沢パンティストッキング（5月3日、OFFICE K'S）
- べろちゅ〜乳首舐め手コキ（5月3日、OFFICE K'S）
- 奇跡の再会! クラスのマドンナと自宅で二人きり! 学生時代ずっと空気みたいな存在で当然彼女どころか、まともに女子とお話した事も無い僕が三浪してしまったのを機に家庭教師を雇ったら、中学時代のクラスのマドンナがやってきて部屋でまさかの二人きり!!当時は話す事すらなかった憧れの女子が僕のすぐ横!!手を伸ばせば触れる距離!!当然、こっちは雇っている側だから多少、偉そうなことを言っても彼女は怒れません!調子に乗ってセクハラしたりエログッズ(AV、エロ本、大人のおもちゃ)などを見せつけたら怒られるどころか股間を熱く濡らしエロくなって、もう一押しすればエッチできそうな状況に!（5月9日、Hunter）
- 過激すぎて放送出来なかったライブチャット映像 完全撮り下ろし 素人24人収録（5月10日、BAZOOKA）
- AV女優さんとエッチしよう! Vol.4（5月13日、HERO）
- 清楚な兄嫁の仮面の裏にある狂気を僕は知っている…（5月16日、グローリークエスト）
- スパルタ小便学級（5月17日、OFFICE K'S）
- ボンデージ女王様 上から目線での強制寸止め手コキがスゴいんです!（5月19日、スタイルアート/妄想族）
- 男子便所ゲリラ出没痴女 極上エロ逆痴漢イクまでチ○ポは離さないド下品ファック潮吹き快感絶頂!!（5月19日、エマニエル）
- 近親相姦 息子の大きすぎるチンポが気になって…（5月19日、ABC/妄想族）
- 「私イッたことがないからイクまで終わらせないよ♡」 体内の精子を全部抜き取られるほどクラスメイトの女子にイクまでセックスをさせられた僕。性知識だけは、無駄に豊富だとクラス中で勝手に噂になっている僕の家に、セックスでまだ1回もイッたことがなく、イク方法を知らないクラスメイトの女子が、僕に性の相談をしてきて、最後はイクまで終わらないまさかの性感開発セックスを求めてきた!!（5月23日、Hunter）
- 大好きなお姉ちゃんの結婚式前夜に布団に潜り込み中出し近親相姦! いつも僕だけに優しかったお姉ちゃんが明日から他人の女に…。最後の夜、どうしても我慢できず、ずっと触りたかった肌に触れていると、寝ているにも関わらずお姉ちゃんは感じだし、やめなくてはイケないのに、生で挿入、そのまま中出し!すると起きたお姉ちゃんは、中出しの絶頂感に我を忘れ何度も何度も、朝まで中出しSEXを求めてきた。（5月23日、Hunter）
- 欲求不満なAV志願人妻たちのセンズリ鑑賞 其の二（5月23日、タカラ映像）
- 「し〜っ!声出しちゃダメ!」 稲川なつめ、初美沙希、宮瀬リコ、七瀬あさ美、美月優菜が超満員のエレベーターで、むっちり尻を股間に擦り付けまくってこっそり逆痴漢!!周りに気付かれないようにフル勃起させろ!（5月23日、ATOM）
- 新任教育実習生 稲川なつめ マシンバイブ調教×催淫三角木馬×危険日中出し15連発 そのすべてで潮!潮!潮! 2（5月23日、サディスティックヴィレッジ）
- 美脚 黒ストッキングマニア（5月24日、愛好文庫）
- 貴方だけを見つめて貴方だけに「淫乱でごめんなさい」と語り掛けながら卑猥にオマ〇コを掻き回す昇天オナニーコレクション!（5月25日、セレブの友）
- 上から目線 稲川なつめ様 ノーパン・黒パンスト直ばき美女に罵倒されたい…（6月6日、DEEP'S）
- 秘書M 中出しoffice love（6月7日、BeFree）
- 特殊捜査一課 M男強制事情聴取（6月7日、OFFICE K'S）
- 母さんの綺麗なお尻は僕のモノ（6月19日、ABC/妄想族）
- 万年補欠の僕とマネージャーが部室で2人きり。 帰宅途中に突然の大雨にふられた僕が部室に戻るとズブ濡れのマネージャーが！濡れて下着が透けたマネージャーを見た僕は思わず勃起。そんな下半身の事情も知らずに「風邪をひくから」と心配され、彼女に無理矢理脱がされ勃起がバレてしまい…。 2（6月20日、Hunter）
- 教育熱心な先生が媚薬でヤリマンに! ゴメン。でもエッチな体の先生が悪いんだから。 ここ数カ月登校拒否をしてオナニーばかりしている僕の家に若い担任の先生が家庭訪問にやってきた。真面目で親身になってくれる先生には悪いけど、オナニーだけじゃ我慢できないので邪魔なお母さんは眠らせ、先生には強力媚薬を飲ませて強制ヤリマン化させちゃいます。媚薬が効きすぎて何度もおかわりフェラされてチ○ポがヒリヒリします。（6月20日、Hunter）
- 人妻美尻ディルドオナニー 其の2（6月27日、タカラ映像）
- 内観猥褻 虚構官能エロ艶劇 窃視線…お隣さんの情事。 常時見られているとは気付かずに情事をする複雑な事情を抱える隣室の美人妻（6月27日、タカラ映像）
- 猥褻物認定ヒロイン ワンダーセレーネ（6月28日、GIGA）
- パンスト女教師の無自覚なパンチラ誘惑（7月1日、ワンズファクトリー）
- ビンタ手コキ（7月5日、OFFICE K'S）
- パンティーストッキング開発部 美脚部長（7月5日、OFFICE K'S）
- 人妻おまんこ指オナニー Vol.4 締まった濡れマ○コがヌチャヌチャして刺激するとイキ出す人妻（7月5日、赫夜姫映像）
- つい先日までフルバックしか履かなかった姉がTバックに…。見てしまった俺は、思わずフル勃起。姉にも見られて最悪だと思いきや、姉がヨダレを垂らしながら嬉しそうにチ○ポを弄んできた件（7月19日、NON）
- 助平女の敬語セックス（7月19日、OFFICE K'S）
- 人気オイルエステ店 大量失禁してしまうほど敏感になってしまった女性客に生ハメ中出し!!（7月19日、OFFICEK'S）
- あなたのお義母さんになりたい（7月19日、ABC/妄想族）
- 緊縛奴隷義母 息子の身代わりに縛られて犯されて…（7月25日、マドンナ）
- 淫語中出しソープ 35（7月25日、AVS Collector's）
- センズリ見せたら、徐々に本性を出してきた素人妻（7月25日、Yellow Moon）
- 夫に売られた私 中出し専用奴隷妻（7月25日、本中）
- PTA保護者会 懇談会でキレイな先生とお母さんたちがエロ顔さらして大乱交!!（7月27日（レンタル）/8月2日（セル）、クリスタル映像）
- 息子の嫁は親父の女 親父の嫁は息子の女（7月31日（レンタル）/9月13日（セル）、LEO）
- 美人潜入捜査官（8月1日、ワンズファクトリー）
- 乳首のサイズが中○生（8月1日、エマニエル）
- 働く人妻 仕事中のSEXってメチャクチャ燃える!（8月2日、赫夜姫映像）
- セガレの嫁（8月8日、タカラ映像）
- 敏感美少女のいやらしくイキまくる生ハメ中出し本気SEX 〜お願いですから私を抱いてください〜 Vol.1（8月13日、HERO）
- 引っ越し頼んだら、エロい格好の女の子が3人やってきて、全然使えなかったけど、エッチ出来たので満足度100点!!（8月30日（レンタル）/10月11日（セル）LEO）
- 強妻の尻に敷かれた情けない僕だが近所の若妻達の母性本能をくすぐって妻に隠れて貪り合った（9月5日、SWITCH）
- 小、中、そして高校生の現在もアダ名が「博士」の貧弱な僕。そんな僕の自宅には、クラスの女子がAV見たさによくやって来る。でも、いざエッチなシーンを見たらモジモジしだして頬を赤らめ、パンティー越しにもわかるくらいにビショ濡れで恥ずかしい染みだらけ!そしてヤリたくてヤリたくて我慢できない女子が僕に急接近。 7（9月5日、Hunter）
- 酔った夫に頼まれて仕方なく舐めだした美人妻のフェラ尻に我慢できず後ろから即ハメ（9月19日、ナチュラルハイ）
- 禁断介護（10月17日、グローリークエスト）
- M性感 男の潮吹きマッサージサロン 2（11月1日、FETISH BOX/妄想族）
- 私達、夫に内緒の乱交で調教をされてしまいました。（11月1日、ZUKKON/BAKKON）
- リアル面接隠し撮り応募素人生現場、そのまま勝手にAV発売。 file.1（11月12日、フルセイル）
- 隣の若妻さん（11月13日、溜池ゴロー）
- 超悩殺柳腰騎乗位（11月15日、SEX Agent）
- スーパー美脚deタイトスカート 2（11月19日、FETISH BOX/妄想族）
- 素人連れ込みナンパSEX隠し撮り（11月20日、フルセイル）
- シャイニングロボ 青蓮危機一髪（11月22日、GIGA）
- The稲川なつめスペシャル 総集編 4時間（12月1日、ABC/妄想族）※ベスト版
- 見つめられながらの上品な卑猥語（12月19日、FETISH BOX/妄想族）
- 日常的猥褻セクハラ劇場 第九章（12月25日、AVS Collector's）
- 年末年始に久しぶりに実家に帰省した僕。昔一緒に良く遊んだ従姉妹のコがすっかり大人になっていて、しかもとっても可愛い。みんなの目を盗んで、こっそりヤッちゃいました! 2（12月27日、SCOOP）

- モテない僕を不憫に思った姉に「擦りつけるだけだよ」という約束で素股してもらっていたら互いに気持ち良すぎてマ○コはグッショリ!でヌルっと生挿入!「え!?入ってる?」でもどうにも止まらなくて中出し! 4（1月9日、アイエナジー）
- 美女と美少女のぶっかけスペレズ（1月13日、MOODYZ）
- 家庭教師をしていたらすっかり大人びた、「いとこ」に誘惑されてセックス! しかもそのセックスを姉妹たちに見られてしまい怒られるかと思ったら逆に僕を意識しだして…（1月13日、MUTTURi）
- うまのり長身お姉さんのいやらしい淫語騎乗位（1月13日、VENUS）
- 「制服・下着・全裸」でおもてなし またがりオマ○コ航空（1月23日、SODクリエイト）
- 女教師大乱交 4時間SPECIAL（2月1日、MOODYZ）
- 恋歩 どんな恋愛からも逃げない私が歩んだ成長の記録（2月10日、ホットエンターテイメント）
- 義母奴隷（2月13日、溜池ゴロー）
- 「『AVを見て興奮するわけないじゃん』と言って平然としていた姉が…僕が風呂に入っていると間違えたフリして入ってきた」 VOL.3（3月6日、DANDY）
- 長身S女依存症の僕 アナル・男の潮吹き・ペニバンファック（3月13日、M男パラダイス）
- 稲川なつめ、まるっと4時間ほられっぱなし（4月11日、NON）※ベスト版
- スケイス 8（5月1日、みるきぃぷりん♪）
- 稲川なつめ BEST 3時間 The FREE BITCH IS BACK（5月1日、FETISH BOX/妄想族）※ベスト版
- セックスより感じる巨尻コキ 尻に埋もれた世界（5月16日、SEX Agent）
- 若妻のテクニック 巷でウワサの病みつき 手淫エステティシャン（5月23日、なでしこ）
- 天然しぼりたて!! 稲川なつめベスト 7時間30分2枚組（5月25日、セレブの友）※ベスト版
- 稲川なつめ 8時間 BEST（7月13日、溜池ゴロー）※ベスト版
- 最低の寝取られ 純白の花嫁を白濁の精子で汚す（7月25日、サイドビー制作室）

#### 西田那津 名義
- やりすぎ! オシッコお姉さん（10月8日、RADIX）
- 義理の母は読者モデル（11月1日、プラネットプラス/七狗留）

- 夫の借金の為に肉体返済を迫られた美人妻（1月1日、KSB企画/エマニエル）
- 義姉に恋した私 竹内夏希 西田那津（1月8日、アイエナジー）
- アナルのシワの数までハッキリわかる! ノーモザイク連続絶頂アナル見せオナニー（1月21日、アイエナジー）
- 密着しながら淫語で誘惑する痴女お姉さん（2月7日、デジタルアーク）

#### 黒川すみれ 名義
- 一般男女モニタリングAV 高身長の働くインテリOL限定 身長170cm超えの美脚の女先輩と低身長の後輩くんが勤務中に身長差SEXに挑戦! 2 いつも厳しい女上司のモデルのような身体に触れ部下は思わずフル勃起! 普段は頼りない後輩のチ○ポに激突きされ本気イキした先輩オマ○コは中出しまでしてしまうのか!?（8月7日、DEEP'S）
- えっちな女子○生の淫語かたりかけぐちゅぐちゅ連続絶頂スク水オナニー 2（8月23日、アイエナジー）
- 神パンスト（9月6日、親父の個撮）
- 夫の上司に犯され続けて7日目、私は理性を失った…。（9月7日、マドンナ）
- セクシー女優黒川すみれのノスタルジック体操レオタードがいっぱい!!（9月7日、A-style）
- DIVA BATTLE ZONE #008 BREAK THROUGH THE WALL（9月14日、DIVA）
- 一般男女モニタリングAV 美人で面倒見のいい女先輩がチ○ポが小さすぎて未だに童貞の後輩男子のために「チ○ポが3cm大きくなる手コキマッサージ」に挑戦! 真面目な女子社員の恥じらいハンドマッサージに童貞くんの短小チ○ポは限界突破フル勃起! 大きくなった自信満々STRONGチ○ポを至近距離で見せつけられた女先輩は断りきれずに筆おろし! ガツンと子宮に響くがむしゃらセックスで本気イキ!!（9月19日、DEEP'S）
- 常に乳首責めメンズエステ 2（9月20日、アイエナジー）
- 新宿で見つけた素人お姉さんが優しく筆おろしをしてあげたらまさかの童貞チ○ポに激ピストンされて逆に何度もイカされちゃいました。（9月20日、アイエナジー）
- 出張先のビジネスホテルでずっと憧れていた女上司とまさかまさかの相部屋宿泊（10月7日、マドンナ）
- スパンデクサー三部作 第三章:サンエンジェル 拷問編（10月12日、GIGA）
- #浮気サレ妻（10月26日、プレステージ）※「ひかり」名義
- 絶対レイプ 某大手有名企業の社長秘書編（11月7日、アタッカーズ）
- ぶっかけ! OL スーツ倶楽部 8・秘書編 〜秘書すみれさんのビジネススーツと上司に愛されるキレカワOLスタイル〜（11月7日、下半身タイガーズ）
- 接吻NTR 彼VS男優どっちのキスが濡れるでSHOW!! 2（11月13日、はじめ企画）
- マドンナ15周年記念大作 第4弾!! 人妻ジーパン革命!! ミセス専用アパレルメーカー企画室勤務、華麗なる4人の人妻の【完全】着衣誘惑!! 熟女No.1メーカー『Madonna』は美熟女ジーパンNo.1メーカーになることをここに宣言します!!（11月25日、マドンナ）
- お母さんの玩具になった僕 麗しの美義母は露出狂!（12月7日、ルビー）
- 一般男女モニタリングAV しごいてしゃぶってヌキまくり！大手航空会社勤務の憧れのキャビンアテンダントが無数に生えた壁ち○ぽの即ヌキに挑戦! フル勃起ち○ぽに囲まれ恥じらいながらもオマ○コが濡れてしまった黒パンスト美脚CAはザーメンまみれでノンストップ射精SEX! 総発射49発!（12月7日、DEEP'S）
- 上場企業のエリート秘書 隠れた性癖イラマSEX（12月7日、BeFree）
- 常に乳首責めハーレムエステ（12月20日、アイエナジー）
- いつでも射精できる! 抜きやすい挑発パンチラコレクション 7（12月25日、アロマ企画）
- Aラインワンピースのパンチラ（12月25日、アロマ企画）
- 結婚記念日メモリアルヌード撮影で旦那の前で若いモデルと素肌密着。 固いち●ぽに濡れるアソコを恥じらい隠す貞操妻はそのまま寝取られてしまうのか?（12月28日、赤面女子）

- 隣家に住む人妻のオナニーをスマホで盗撮しているのがバレてガン詰めされているのに勃起が収まらず絶倫デカチンの悩みを打ち明けると… 旦那が帰ってくる前までに計53発全中出しできた件。（1月1日、変態紳士倶楽部）
- 夫の目の前で犯されて― －真夏の誘惑－（1月7日、アタッカーズ）
- 美人妻 秘密の副業 大衆ソープでこっそり働く隣の奥さん（1月7日、マドンナ）
- 夫の最低最悪の上司に狂うほどイかされた私… 〜美尻も、心までも犯された美人妻〜（1月7日、プレミアム）
- 壁!机!椅子!から飛び出る生チ○ポが人気の企業 『㈱しゃぶりながら』 …たまに飲みながら!!（1月10日、SODクリエイト）
- 電車のドアに挟まれて身動きできない デカ尻女VSエロガキ 〜女の子のパニック状態につけこみ無邪気なエロ悪戯連発〜（1月10日、ROCKET）
- 美人OL山ガール強制種付け（1月13日、オーロラプロジェクト・アネックス）
- 人妻がイっているのに構わず猛追ピストンする遅漏レ○プ魔（1月13日、溜池ゴロー）
- 若くて美乳の正妻になりたい義母5人と男はボク1人（1月24日、アイエナジー）
- 勝手に相席居酒屋ナンパ 連れ出し素人妻 ガチ中出し盗撮無断発売 11（1月26日、ビッグモーカル）
- 美女がガックガク痙攣してダメになる追撃性交（2月1日、Fitch）
- 毎朝ゴミ出し場ですれ違う浮きブラ奥さん（2月7日、マドンナ）
- 女捜査官BDSM媚薬拷問 輪姦鬼イカせに絶叫抵抗!!（2月13日、MOODYZ）
- 残業NTRわたし、旦那に嘘をついて残業しています…。（2月13日、溜池ゴロー）
- 猥褻RQ モデル級高身長美女の絡みつく美脚（2月13日、AVS Collector's）
- ドスケベ母を満足させるイッた直後の敏感オマ○コを再び激突き!速攻!追い討ちピストンSEX（2月19日、VENUS）
- 高身長美麗人妻の卑猥な好奇心 気持ち良すぎて失神寸前、感度抜群マ●コに濃密濃厚中出しSEX（2月19日、美人魔女/エマニエル）
- 生意気なエリートゼネコン社員が出張先の建設現場であろうことかタコ部屋宿泊するハメに…（3月1日、MOODYZ）
- 焦らしのスローピストンから猛烈騎乗位 デカ尻女社長（3月1日、Fitch）
- 後ろから私をメチャクチャにして…。～人妻の犯され願望を満たすバック性交～（3月7日、マドンナ）
- 「制服・下着・全裸」でおもてなし またがりオマ○コ航空 10 豪華CA揃い 特別リクエスト企画＋総集編 280分スペシャル便!（3月7日、SODクリエイト）
- 本番なしのマットヘルスに行って出てきたのは隣家の高慢な美人妻。弱みを握った僕は本番も中出しも強要!店外でも言いなりの性奴隷にした（3月13日、溜池ゴロー）
- 貞淑妻の淫らな素顔 夫の診療に呼んだ変態医師に中出し治療されました…。（3月13日、アクアモール/HERO）
- 久しぶりに働き出したデカ尻義母はパンツスーツを着用!ピタパン尻から浮き出るパンティーラインに息子は我慢できず即挿入!（3月22日、V&R PRODUCE）
- ハメを外した女教師に誘惑されて2泊3日延々と中出しさせられた修学旅行（3月25日、痴女ヘブン）
- CFNM 着衣の極意（3月25日、AVS Collector's）
- 偶然、出張先に… 妻が見知らぬ男と不倫温泉旅行（4月1日、MOODYZ）
- 高飛車女社長が尻肉ひん剥き失禁謝罪 ～利尿剤を飲まされ羞恥のオシッコ調教～（4月1日、Fitch）
- 私を抱きしめて…。 隣人に恋したシングルマザー（4月1日、プラネットプラス）
- 文系お姉さんがささやき騎乗位でじっくりねっとり犯してあげる（4月7日、PREMIUM）
- 【※注意!!人間不信※】窓清掃員NTR 俺は同僚だったあの野郎に嵌められ会社をクビ…窓清掃員として働いていた。不倫カップルが真っ昼間からじゃれあっているこのホテルも俺の担当だ。窓に背を向け男に跨り腰を振る女とその女を激しく抱く男…。そいつらの正体を知って俺の人生がどん底に堕ちていった時の話です…。 (4月7日、マドンナ)
- 僕のねとられ話しを聞いてほしい 五歳の娘のお受験で保護者面接に行ったら私立の裏口入学をチラつかされて寝盗られた教育熱心な妻 (4月7日、JET映像)
- トビジオっ!NEWSプラス 業務中/ずっと痙攣・潮吹きっぱなし・失禁しても平然と原稿を読み上げる女子アナ (4月11日、SODクリエイト)
- 結婚前に元ビッチなのがバレたら破談だろ？と嫌がる姉を脅して近親レ×プでイカせてやる! (4月13日、MOODYZ)
- 監禁人質になって96時間、犯人を好きになってしまった私は… (5月1日、MOODYZ)
- 禁欲1ヶ月!着床ザーメンでイクイク痴女お姉さん (5月13日、MOODYZ)
- スレンダー×ビキニ×腿コキ2 (5月13日、アロマ企画)
- 兄嫁 (5月17日、なでしこ)
- せっかく女になったのに…不完全な女体化で下半身はふたなり!? 4 ふたなり痴漢編（5月23日、ROCKET）
- 憧れの女上司と 黒川すみれ（5月30日、タカラ映像）
- 友達の教育ママを肉便器にする絶倫DQN少年の爆走ピストンは止まらない。黒川すみれ（6月1日、MOODYZ）
- 禁断介護 黒川すみれ（6月6日、グローリークエスト）
- 生保レディの湿ったパンスト 黒川すみれ（6月7日、アタッカーズ）
- タイトスカート穿いた心優しいデカ尻姉の絶対領域に欲情した弟!媚薬を飲ませると自らニーハイソックスを擦りつけながら淫らにパンツを滴らせカニバサミで中出しを求めた!（6月7日、V&R PRODUCE）
- 夫婦交換スワップ温泉旅行 7 お互いの嫁旦那がいるのに強引に夜這いセックスでスリルを求める訳あり夫婦!!それを見透かした仲居が、悪戯心に火がついて不倫関係をばらす暴挙にっ!!（5月31日（レンタル）/6月7日（セル）、LEO）
- 僕に一途な彼女の理性を完全に狂わせ寝取った 親父のポルチオこねくりプレス 黒川すみれ（6月13日、MOODYZ）
- 卑猥語女 黒川すみれ（6月19日、MARRION）
- 文系女子レズビアン 文学少女を食べちゃいたい文系女流作家。黒川すみれ 加藤ももか（7月7日、ビビアン）
- 丸ごと! 黒川すみれ 8時間（7月7日、マドンナ）※単体ベスト
- 愛妻交換 幼馴染の妻と俺の妻を交換して中出ししまくった4日間の記録。黒川すみれ（7月13日、溜池ゴロー）
- 息子のクラスメイトに犯され続けてプライドを失った母親 黒川すみれ（7月13日、VENUS）
- M女がこぞって押しかける ベロキスクンニレズエステサロンvol.02 黒川すみれ 音海里奈（7月19日、レズれ!）
- 隣のDV人妻と童貞の僕との秘密の同棲生活 黒川すみれ（7月25日、h.m.p DORAMA）
- 今日はこいつにヌカれたい。黒川すみれ（8月2日、ワープエンタテインメント）
- 夫が抱いてくれないから、覚悟を決めて、今日初めて他の男に抱かれます(不倫)（7月31日（レンタル）/8月2日（セル）、LEO）
- 黒川すみれ8時間BEST（8月13日、溜池ゴロー）※単体ベスト
- 美尻ママ VS デカマラ男 ママにオチ○ポ汁吸引させなさい! 黒川すみれ（8月19日、ドグマ）
- 鬼畜達の巣窟へ家庭訪問してしまった女教師2人 姫野かんな 黒川すみれ（8月25日、オーロラプロジェクト・アネックス）
- 1日中愛し逢う 終わらないレズSEX 黒川すみれ 妃月るい（9月19日、レズれ!）
- 透明美色レズビアン＊SANKAYOU＊-Transparent Beauty Color Lesbian＊Umbrella Leaf＊- 佐伯由美香 黒川すみれ（9月19日、ゆりえっち/妄想族）
- 激レア素人ちゃんを連れてきた。vol.07 K大卒・大手家電メーカー勤務のハイスペックOL・みひなさん（27歳）＆大手航空会社勤務キャビンアテンダント・すみれさん（27歳） (9月25日、激レア素人ちゃん/妄想族)
- 狩りにくる女 霧島レオナ レズ解禁! 本格レズビアン・サスペンス・ドラマ 霧島レオナ 黒川すみれ（10月7日、ビビアン）
- ママ母レズビアン ～夫の連れ子はレズサイコ～ 黒川すみれ あおいれな（10月13日、U&K）
- レースクイーンラバーズ 黒川すみれ（10月14日、ミル）
- 湯けむりに誘われた一泊二日の夫婦交換NTRパコパコ温泉旅行 (10月29日（レンタル）/ 11月8日 （セル）、LEO)
- 「死にたくない?だったらもっと突きなさいよ」SEX中毒の指名手配犯の女 黒川すみれ （11月7日、SODクリエイト）
- 不倫人妻密会性交記録 黒川すみれ（11月29日、ワープエンタテインメント）
- HIP HIP LEZBIAN（12月1日、U&K）
- 性交クリニックファン感謝祭 2019 7性交×ノースキン中出し性交処置×235分SP!!（12月12日、SODクリエイト）

- 今日から君はセックス地球防衛軍!! 宇宙戦艦で戦う強かっこいい女隊員たちとセックスをして地球守れ!（1月23日、SODクリエイト）
- 旦那の居ぬ間に乱れすぎ! 町内会の寄りあいという名のお茶会の中に引っ越してきたばかりで男はボク1人だけの王様ゲーム! 旦那とご無沙汰な欲求不満奥様たちを独り占めのハメまくり! 中出しまくり!（2月6日、アイエナジー）
- 喧嘩した兄貴の嫁さんが下着丸見えの服でウチへ転がり込んできた!!（2月14日、ヒメゴト）
- 固くて無機質な突起部分に恋した熱中角オナニー（2月14日、ヒメゴト）
- キャビンアテンダントのピタパン尻に我慢できずにバックからねじ込むデカチン即ハメ! 断られても強引にイカせる高速ピストン口説きSEXを完全収録!（3月1日、LUNATICS）
- 洗脳ドリル オフィス編（3月26日、SODクリエイト）
- レースクイーンラバーズ アメイジング（11月13日、ミル）

- むちむちデカ尻 神ブルマ 痴女版 黒川すみれ（2月25日、親父の個撮）
- 姉妹交姦 家族崩壊の九ヶ月（4月25日、オーロラ・プロジェクト）[14]
- 派遣マッサージ師にきわどい秘部を触られすぎて、快楽に耐え切れず寝取られました。 黒川すみれ（5月25日、ダスッ!）
- はだかの主婦 文京区在住 黒川すみれ (29)（6月1日、プラネットプラス/裸婦趣向）
- 極上美女と愉しむ高級カーセックス HIGH END CAR SEX 黒川すみれ / 希のぞみ（6月11日、プレイエンターテイメント）
- JOI!! エロい体を見せつけやらしい言葉でオナニー指導（7月25日、アロマ企画）
- 若くて綺麗な父の後妻が淫乱で痴女だった件。 黒川すみれ（8月1日、プラネットプラス/七狗留）
- 親戚のエロガキにスカートもぐりクンニされ夫がいる至近距離でイってしまった叔母さんは挿入も拒めない 3（8月12日、ナチュラルハイ）
- まるまる! 黒川すみれ（8月25日、なでしこ）※単体ベスト
- 透けパンデカ尻妻の無自覚挑発に乗せられデカチン即ハメでイキ果てるまで鬼ピストンしまくって何回も中出しした。 黒川すみれ（10月5日、LUNATICS）
- 濃厚接吻! 若妻レズビアン これでセックスレスは解消! 女同士なら浮気じゃないよね ダンナの居ぬ間に発情レズセックス 黒川すみれ 瀬乃ひなた（11月25日、ヒビノ）

- 幼い頃、一緒にお風呂に入っていた叔母さんと再び入浴… 嬉し恥ずかし甥っ子バスタイム。 黒川すみれ（2月22日、ダスッ!）[15]
- 愛を認めさせたくて妻と絶倫の後輩を2人きりにして3時間… 抜かずの追撃中出し計17発で妻を奪われた僕のNTR話 黒川すみれ（2月22日、マドンナ）
- 残業中、2人きりの社内でピタパン人妻女上司のデカ尻に無自覚挑発されムラムラがおさまらず気がついたらセクハラがむしゃらピストンでイカせまくって射精してた。 黒川すみれ（3月1日、LUNATICS）[16]
- 真夜中に夫の帰りを待つ兄嫁の寂しさを精子で埋める中出し性交。 黒川すみれ（3月22日、ROYAL）
- 痴漢盗撮 & 中出し素人娘 媚薬オイルマッサージ VOL.9（3月24日、親父の個撮）
- 【人格崩壊】大嫌いな元カレに媚薬を盛られた彼女は、カラダを震わせヨダレに精子まみれ。キメセク華奢エビ反り絶頂 黒川すみれ（4月12日、ダスッ!）
- 家庭内別居中の妻が男を連れ込んで壁越しにアヘ声聞こえて嫉妬勃起が止まらないので妻とヤリ直したいと思う 黒川すみれ（4月12日、アリスJAPAN）
- 「アナタだけの特別サービスですよ…?」 人妻美容師の誘惑 夫婦経営のヘアサロンで担当・すみれさんに中出しをせがまれ痴女られた僕。（4月26日、マドンナ）
- 隣人に俺の妻が寝取られて。「薄壁越しに罵られた女装親父の怒り」編  黒川すみれ（5月10日、ダスッ!）
- 集団催眠ライブ 惹かれ合う快楽マインドコントロールで初体験のトリプル絶頂SEX（5月12日、SODクリエイト）
- (裏) 手コキクリニック ～完全版～ 性交クリニック 13 再開‘超業務的リアル看護’ 看護師6名による10コーナー×大満足の240分! 全16射精! 大量ザーメン採取編 きみと歩実 黒川すみれ 星あめり 広瀬結香 滝沢ライラ 愛乃零（5月12日、SODクリエイト）
- ゴミ集積場でタイトワンピが透けすぎてパンツが丸見え状態の奥さんと2人きり! 無意識に誘惑してくる透けパン尻がエロすぎるので今から即ハメします。VOL.2（5月12日、DANDY）
- スレンダー巨乳の彼女が俺の親父に寝取られ種付けプレスされていた。 黒川すみれ（5月24日、ダスッ!）
- 地味メガネお姉さんに挟み撃ち囁き淫語で犯されながら、デカ尻揺らす騎乗位で中出しさせられた僕。 月乃ルナ 黒川すみれ（5月24日、痴女ヘブン）
- 隣の美人妻 泥酔し部屋を間違え「ただいま～!」 黒川すみれ（6月5日、プラネットプラス/七狗留）
- ‘INGO’ IN GOD ECSTASY 男を狂わす悩殺エロヴォイス! 卑猥な淫語を刷り込み洗脳痴女責め! スケベ痴女淫語 黒川すみれ（6月14日、AVS collector’s）
- 熟女限定 熟女が部屋にやって来た お持ち帰り盗撮 そのままAV発売へ54 甥っ子を性のハケ口にする親戚の叔母編（6月21日、熟女バンク/熟女卍）
- 濡れてテカってピッタリ密着 神スク水 黒川すみれ（6月23日、親父の個撮）
- お母さんに毎日好き好きオーラを浴びせた一ヶ月後、理性が外れたお母さんと子作りセックスを何度も何度も繰り返した。 黒川すみれ（7月12日、ダスッ!）
- 退職願を出した部下に今夜はとことん付き合うことにしました。 黒川すみれ（7月12日、マドンナ）
- 隣のぷりけつ人妻の無意識な尻肉挑発に興奮してフル勃起のデカチンで旦那の留守中イキまくるまで鬼突きしてしまった… 黒川すみれ（7月12日、JET映像）
- 熟女連れ込み! 他人棒と遊ぶ人妻 盗撮ドキュメントのすべて 38 ～セックスレスで欲求不満な奥さんが甥っ子に禁断の近親猥褻～（7月12日、熟女プライベート/熟女卍）
- 普段は厳しいのに二人きりになると… 微笑んでチ○ポを欲しがる甘痴女上司 黒川すみれ（7月26日、ROYAL）
- お姉さんの巨尻が猥褻過ぎて秒殺で悩殺!! 黒川すみれ（8月2日、MARRION）
- 転勤で田舎に引っ越した僕は、下の階に住む奥さんに毎日誘惑されて何度も中出ししてしまった…。 黒川すみれ（8月2日、BeFree）[17]
- ノーブラノーパンで挑発してくるスケベ奥さんが隣に引っ越してきた! 黒川すみれ（8月2日、グローリークエスト）
- 再婚した夫が申し込んだ記念ヌードモデル撮影でハプニング共演した連れ子に発情され若硬ち○ぽに愛液垂れ流しでイキ溺れてしまったNTRデカ尻義母 黒川すみれ（8月2日、LUNATICS）
- いつでも、どこでも、何度でも… 僕の新婚生活が崩壊するまで隣人に中出し搾精されて…。 黒川すみれ（8月9日、マドンナ）
- 彼女に内緒で彼女の母ともヤってます… 黒川すみれ（8月9日、JET映像）
- 兄嫁のデカ尻太ももがドストライクすぎて性欲モンスター化! 絶対領域を侵す無限ぶっかけNTR 黒川すみれ（8月16日、溜池ゴロー）
- 人妻女上司の無防備に透けて見えるTバックに僕の理性は狂ってしまった。 黒川すみれ（9月6日、アタッカーズ）
- 恋人が近くにいるのにチクビッ痴な彼女の美尻姉に綺麗な細い指で激しく乳首をいじられ連続射精しても許されず男潮が出るまで追撃手コキされ続けたチクシャ記録 黒川すみれ（9月6日、LUNATICS）
- お尻が言うこと、聞かないんです。デカ尻に支配され、本能に抗えないスレンダーお姉さんの誘惑。 黒川すみれ（9月13日、ダスッ!）[18]
- 僕の子種を奪い合う二人の兄嫁 ぷるんぷるんW美尻サンドイッチ逆3P 末広純 黒川すみれ（9月13日、マドンナ）
- 強制スワッピング＆種付け輪姦 川上ゆう 黒川すみれ（9月13日、オーロラプロジェクト・アネックス）
- スケベ姪っ子にスカートもぐりクンニされ夫がいる至近距離でイってしまった叔母さんはレズられても拒めない（9月22日、ナチュラルハイ）
- 「この大きいオチ○チン本当に気持ち良い!」 彼女には大き過ぎて入らなかったデカチンをむしろ喜んで受け入れイキまくる淫乱義母! 2（9月27日、Hunter）
- 局部見え見えGストリングでパンチラ誘惑してくる欲求不満な近所の奥さん 黒川すみれ（10月4日、MOODYZ）
- 人妻の浮気心 黒川すみれ（10月4日、人妻援護会/エマニエル）
- 弟の嘘を真に受けたスレンダー巨乳な姉の暴走杭打ち騎乗位 黒川すみれ（10月11日、ダスッ!）
- 妊活のため嫁にオナ禁を強いられ暴れ精子で金玉パンパンの爆発寸前状態で理性を失いデカ尻義母に特濃孕ませ汁をありったけ中出ししてしまった…。 黒川すみれ（11月1日、LUNATICS）
- 令和なスタイルの新人ちゃん。 教育と称してそのプリケツもしっかり教育してあげます! 黒川すみれ（11月1日、かぐや姫Pt/妄想族）
- 「私のヨダレが欲しいんでしょ♡」 唾液トロトロ接吻で溺愛されるオクチ封じSEX 黒川すみれ（11月4日、ワープエンタテインメント）
- 『愛し合う夫婦が残したいメモリアルヌードフォト』と題された雑誌の特集だと妻を騙し、絶倫チ○ポ男と素肌密着偽撮影会で寝取られ検証!! VOL.2  旦那よりも若くてカチカチに反り返ったチ○ポがマ○コまで1cmに超接近して奥さん急激欲情!? 旦那が近くにいるにも関わらず生生中出し12発!!（11月11日、赤面女子）
- 「ねぇ見て! 裸より興奮するでしょ?」 エロ過ぎるボディストッキングでボクを誘惑する4人のブラコン義姉と限界突破中出し乱交!（11月22日、Hunter）
- 素人主婦4名 白昼不倫セックス流出 寝ている旦那の傍で背徳の汗だく連続生交尾（12月1日、素人39）
- デカ尻見せつけ誘惑メンズエステ 黒川すみれ（12月2日、ワープエンタテインメント）
- ノーハンドフェラは奴隷の証! 6  手を使わずにフェラチオする12人の素人娘（12月13日、かぐや姫Pt/妄想族）
- 玄関開けたら即セックス! 目につくチ●ポを全てハンティングする無差別種付けヤリマン奥様達の騎乗位性交! 黒川すみれ みひな 滝沢ライラ （12月22日、SODクリエイト）
- 浮気妻だからヤラれても仕方ないよね? 同窓会で会った結婚している昔の彼女が旦那と暮らす家に忍び込みビッグバンローター ガクガク失禁するまで分からせた すみれ26歳（12月22日、サディスティックヴィレッジ）
- 【ファン限定】人気コスプレイヤー黒川すみれの密着オフパコ録。（12月27日、ダスッ!）
- すぐ傍に妻がいるのに… 妻の親友（小悪魔）に旅行中ずっとささやき誘惑され続けた1泊2日の温泉不倫 黒川すみれ（12月27日、マドンナ）
- 交互に中出し 旦那たちが出張のたった2泊3日の短期禁欲、隣人妻たちの欲求不満マ●コに均等射精を強いられたボク 黒川すみれ 望月あやか（12月27日、Million）

- 美しい女上司の下品なアナル開発 メスイキM男調教スイートルーム 黒川すみれ（1月3日、MOODYZ）
- 地味で無口な隣のお姉さん 黒川すみれ（1月3日、アタッカーズ）
- 素人娘の全裸図鑑 28 今時の女の子12名が恥らいながら脱衣していく様子をじっくり撮影した、変態紳士のためのヘアヌードコレクション（1月3日、かぐや姫Pt/妄想族）
- 原作:多摩豪 満ち足りたセイ活 ～狙われた眼鏡地味妻～ 人妻の幸せな日常を壊す理不尽凌辱レ○プを忠実実写化!! 黒川すみれ（1月24日、マドンナ）
- 愛に飢えた人妻教師は教え子と「今回だけよ」と何度も不純に交わり続けた。 黒川すみれ（1月24日、ダスッ!）
- ヤッてはいけない相手と場所で大興奮。必死に声を押し殺しながら絶頂しまくる弟嫁。 黒川すみれ（1月24日、ROYAL）
- 美熟女ヌード観察50人（1月24日、UMANAMI）
- 婚約したばかりの僕に耳元で不倫を囁いてくる W女上司の密着逆3Pでねっちょり誘惑中出し 森沢かな 黒川すみれ（2月7日、MOODYZ）
- セクハラママさんバレー! 5  ハイレグブルマ姿の人妻12人が挑む過酷なエロトレーニング（2月14日、かぐや姫Pt/妄想族）
- 同級生の母親が万引きしているのを見つけたのでコンビニで強制労働させて中出し返済してもらった。 黒川すみれ（2月21日、MOODYZ）
- 媚薬入り睡眠薬で昏睡状態の美少女たちに夜這い中出し!! Vol.7（2月23日、親父の個撮）
- イイオンナたちに、抱かれたい―。 上から… 下から… 前から… 後ろから… 全方向から責めまくる超立体型ハーレム逆5P マドンナ × 痴女特化 その名も『アチージョ』爆誕!! 小花のん 黒川すみれ 篠田ゆう 水川スミレ（2月28日、マドンナ/ACHIJO）
- 射精しまくりドバドバ10発ヌキに寛容な神対応メンズエステ嬢と一泊二日おま●こ温泉旅行 チェックアウト寸前まで欲望のままに貪り合う生ハメ三昧 黒川すみれ（3月7日、MOODYZ）
- 人妻派遣マッサージ師が全身オイル性感ぬるぬる杭打ち騎乗位中出しプレス 黒川すみれ（3月7日、BeFree）
- 僕が大嫌いな体罰教師の連続中出しパワ孕ピストンに堕ちた美尻な保健の先生 黒川すみれ（3月14日、ダスッ!）
- 物件内覧NTR 夫婦で新居を探していたら不動産屋のヤリチン男に密室でチョメチョメ内覧されまくった妻 黒川すみれ（3月14日、JET映像）
- 居候先の清楚な美人女将は大の年下好きな中出し回数でボクのバイト代を決める魔性のオンナでした 黒川すみれ（3月21日、MOODYZ）
- 人妻マッサージ師の誘惑。凝り固まったイチモツを‘全抜き’ストレッチ。 黒川すみれ（3月28日、ダスッ!）
- 魅力の体で全力運動 全裸フィットネス28人 VOL.2（3月28日、UMANAMI）
- 旦那が早漏種なしの人妻マッサージ師に無料回春マッサージされて何度も中出ししまくってあげている絶倫巨根なオレ。 黒川すみれ（4月4日、MOODYZ）
- どこでもおしっこ! 素人娘の大放尿30人 スロー再生でじっくり鑑賞できるマニア向け映像 7（4月4日、かぐや姫Pt/妄想族）
- 射精のタイミングも回数もすべて一方的に決められるドSちゃんとの1泊2日10発不倫旅行 黒川すみれ（4月11日、アリスJAPAN）
- 再婚直後の男慣れしていない義理家族は寝起きの勃起チ○ポにうっとりトロン顔! パンツの上からでも分かる蒸れに蒸れた股間! 起きようが射精しようがお構いなしの追撃フェラチオで口からは常に精子垂れ流し!!（4月11日、SCOOP）
- 人妻女教師の不倫を見つけたので、口止め料払わせるかわりに、3日間メイドとして雇って、中出し返済させてやった。 黒川すみれ（4月18日、MOODYZ）[19]
- 義姉の無防備Tバック尻にムラムラを抑えきれず何度もバック中出し 黒川すみれ（4月18日、溜池ゴロー）
- 僕だけが知っている女上司の裏顔。 会社ではニコリともしないのに社外デートではニヤニヤと僕の舌がバカになるまで猛烈クンニ指導＆寸止めフェラで我慢できたらご褒美ナマ中出し 人事課主任・教育指導 すみれさん 黒川すみれ（4月18日、本中）
- 淫靡妖艶 ハイレグ FUCK 黒川すみれ（4月18日、ミル）
- アナルのシワの数までハッキリわかる! ノーモザイク連続絶頂アナル見せオナニー 15（4月20日、アイエナジー）
- 不登校な性欲モンスターに全力を尽くす美尻女教師 黒川すみれ（4月25日、ROYAL）
- 普段は厳しい女部長は新入社員をたぶらかす 男をダメにする甘サド痴女 隣に同僚がいるバレヤバ状況で 密着囁き淫語挑発され何度も中出しさせられた。黒川すみれ（5月2日、FunCity/妄想族）
- 事務員の妻に得意先のクレーム対応を任せていたら理不尽な要求で謝罪させられ脱がされ巨根でパコられて…… 僕が気付いた時には身も心も寝盗られてしまっていた的な話です……… 黒川すみれ（5月9日、JET映像）
- 内緒でエグい接客してくれた美人CAをホテルに誘って生ハメしたら何度も求めるヤリマンだった VOL.2（5月11日、DANDY）
- 逆バニー淫乱女教師 学園中の問題児達をタネ搾り追撃ピストン 5本番16射精!! 黒川すみれ（5月23日、ダスッ!）
- 【個撮】どこでもフェラ 11  11人（5月23日、かぐや姫Pt/妄想族）
- ゴミ部屋オヤジになったオレを救おうとしてくれる優しい義母のデカ尻に発情して裏切り即ズボバックで連続中出し! 黒川すみれ（6月6日、MOODYZ）
- 早漏童貞に弱みを握られ連続発射に溺れる、隣の欲求不満美尻人妻 黒川すみれ（6月6日、DEEP'S）
- 鉄拳精裁ストップマン 時間停止vs元彼殺しサイコ女 原作・alansmithee同人を実写化! 黒川すみれ（6月20日、MOODYZ）
- デカ尻冷徹奥様の極上射精管理生活 黒川すみれ（6月20日、犬/妄想族）
- 美女の腋マ○コキ（7月1日、OFFICE K’S）
- ピンサロ行くほどフェラ好きなの…? キミ（彼氏）が2度と風俗行けないように10回転分のすっごいフェラでヌキまくってヤルからな! 黒川すみれ（7月4日、MOODYZ）
- 美脚キャビンアテンダントだけを狙う大手航空会社専門 追撃ピストンマッサージ 4（7月4日、変態紳士倶楽部）
- 僕たちの露出魔先生 普段は厳しい女教師が校内露出に耽っている姿を目撃してしまった僕は… 「学校でなんて絶対ダメなのに… 恥ずかしい自撮りがやめられないの」（7月7日、ゲッツ!!）
- まだイッてないってば!! 煽られるとすぐムキになる即イキ女上司のエビ反り絶頂 黒川すみれ（7月11日、ダスッ!）
- もう巨根しか愛せない… 黒川すみれ（7月11日、JET映像）
- WKS ボクのドM遺伝子と絶倫デカチン欲しがる2人のすみれと子作り同棲 黒川すみれ 倉本すみれ（7月18日、MOODYZ）
- 既婚者合コンNTR ～寝取られ願望を持つ2組の夫婦～ 黒川すみれ 森沢かな（7月18日、溜池ゴロー）
- アナウンサー志望の名門校女子大生限定! 「女子アナはどんな状況下でも原稿を読めるはず!?」 固定バイブ淫語ニュース超過激リポート 3  イタズラ妨害に屈せず原稿読み終えたら100万円! 途中で断念したら即ハメ中出し罰ゲーム!（7月18日、はじめ企画）
- 弟の借金が原因で会社をクビになりコンビニ勤務の毎日… 精神をすり減らし男に誘われれば簡単に股を開く私は24時間いつでも便利なコンビニ女 黒川すみれ（7月25日、Million）
- AV女優の恥ずかしい局部アップ 裸のコレクション vol.2（7月27日、MERCURY）
- 仕事に厳しい女上司に休日デートに誘われ怯えていたら僕にだけ見せる無邪気なオフの顔に思わずキュン勃起したのを見抜かれ朝までデカ尻イチャラブ騎乗位でめちゃくちゃ精子を搾り取られた。 黒川すみれ（8月1日、LUNATICS）
- スゴ指技とじゅる舐めテクで痴女られる女上司エステティシャン姉妹の射精誘発マッサージ 黒川すみれ 若宮穂乃（8月1日、MOODYZ）
- 文系美妻。マッチングアプリでゲット!! 出会って超速ホテルIN即ハメ! 美人妻は即効型の都合のイイ絶倫タダマンビッチだった。 人妻:すみれさん。（8月1日、ナンパJAPAN）
- 催淫暗示 支配され操られた美人妻 黒川すみれ（8月5日、プラネットプラス/七狗留）
- DAS1 GIRLS MEMORIES 黒川すみれ 1st BEST（8月8日、ダスッ!）※単体ベスト
- 知人デリヘル。本番ナシのデリヘル呼んだら、高圧的な女上司がやってきた。 黒川すみれ（8月22日、ダスッ!）
- エッチなお姉さんが痴女ってくる中出しOK回春アジアンメンズエステ 黒川すみれ（8月22日、痴女ヘブン）
- 入院中の性処理を母親には頼めないからお見舞いに来た叔母にお願いしたら優しい騎乗位でこっそりぬいてくれた 21 中出しスペシャル（9月7日、ナチュラルハイ）
- 何回だって何十回だって、貴女と抱きしめ合って手を繋いでキスをしたい。 黒川すみれ 花狩まい（9月12日、ダスッ!）
- いじわるご奉仕 癒しの巨尻ソープ嬢 黒川すみれ（9月19日、MARRION）
- 義兄に犯され、その一部始終をビデオ撮影された私… 黒川すみれ（9月19日、KSB企画/エマニエル）
- 本番禁止の人妻セクキャバでスレンダー美巨乳妻とアフター不倫SEX 黒川すみれ 橘メアリー（9月26日、ダスッ!）
- 毎晩セックスの声が大きいお隣さんは夫の留守中、欲求不満で僕を誘惑。汗だくになって一週間ヤリまくった。 黒川すみれ（10月3日、アタッカーズ）
- 黒川すみれ The Madonna Best 3枚組 12時間（10月24日、マドンナ）
- 媚薬絶頂への恐怖に悪堕ちする誇り高き女捜査官。 黒川すみれ 美咲かんな（10月24日、ダスッ！）
- ノーブラマンチラのぴたむちエステ嬢が睾丸マッサージでM男ハンドリングする全身さわさわ騎乗中出しセックス 黒川すみれ（10月26日、Materiall）
- スケベ女上司の汗蒸れ透けパン挑発むっちむちな肉揺らすデカ尻ピストンで精子びゅるびゅる10発射精ハラスメント 黒川すみれ（10月31日、痴女ヘブン）
- こんなデカ尻に埋もれたい… 入院中にオナ禁したボクは親父の再婚で突然できた巨尻義母のモロ見えアナル誘惑に負け生チン即ハメして3か月溜めた子種を注ぎ込んだ 黒川すみれ（11月7日、ムーディーズ）
- 奇跡の再会。大きくなったね。私は生き別れた息子に知らず知らずのうちにレ●プされてました。 黒川すみれ（11月14日、ダスッ！）
- 私はもう逃げられない…。 狂気の監禁緊縛…愛玩人形レズビアン調教 朝倉ここな 黒川すみれ（12月12日、ビビアン）
- もうすぐ妻が帰ってきます。 黒川すみれ（12月12日、ダスッ！）
- 千石もなか レズ解禁 女教師 レズ調教（12月21日、アイエナジー）
- スレンダー巨乳で性欲お化けの姉ちゃんからもらったのは、どこでもハメまくりの膣たたき券。 黒川すみれ（12月26日、	ダスッ！）

- 一度味わうと抜け出せない淑女を沼らせる不倫中毒。 黒川すみれ（1月9日、ダスッ！）
- じゅるネチョ音とささやき淫語で耳からトロけるASMRメンズエステ 黒川すみれ（3月1日、ワープエンタテインメント）
- 甘痴女お姉さんに鳥肌が止まらないほどのテクニックを仕込まれ、四六時中ま○こに中出しすることしか考えられなくなってしまった僕。 黒川すみれ（2月27日、ダスッ！）
- 「あなただけは特別に…」チ○ポにギリギリ触れない絶妙テク！焦らしの鼠径部マッサージで男を確実に悶絶させる長身スレンダー美女は結局三度の指名で生ハメできる 黒川すみれ（3月19日、ディープス）
- 寿退社が決まった美脚キャビンアテンダントと海外ホテルで2人きり…帰国便まであと12時間の情熱中出し性交 ラストフライトNTR 黒川すみれ（3月19日、溜池ゴロー）
- 業務中のOL達が突如現れる‘顔面’に遠慮なくマ●コを押し付けられる職場 （株）OFFICE クンニながら（3月20日、SODクリエイト）
- 膣口1cm10コキ挿入に溺れる空気椅子騎乗位SEX 黒川すみれ（3月26日、ダスッ！）
- 世話焼きしてくれる兄嫁の無防備透けパン尻に限界！たまらず即ズボバック！射精しても止められない抜かずの中出し25発 黒川すみれ（4月1日、ワンズファクトリー）
- 爆発奥さん スタイル抜群！エレガンスパイパン妻 裏垢男子と完全2人きりのガチハメ撮り 黒川すみれ（4月2日、桃太郎映像出版）
- 妊娠適齢期の性豪妻はどうしても孕みたい！！ 黒川すみれ（4月2日、グローリークエスト）
- 「おはようございます。スマイルサービスです」業務中は何をされても常に笑顔の、顧客満足度最高水準家事代行サービスに密着（6月6日、SHIGEKI）
- 彼女が不在中に上京してきた叔母さん姉妹に交互に浮気中出しを迫られる連射動画（5月23日、DANDY）
- ぅあぁぁ…出ちゃう！暴発寸前の鳥肌モンの恍惚感のまま90分間射精我慢＆勃起キープを強要される寸止めコントロール 黒川すみれ（6月7日、ワープエンタテインメント）
- 自宅でメンズエステを営むデカ尻エステティシャン美人妻に紙パンツからハミキンしてしまった精巣フル稼働率日本一のデカ金玉に目をつけられ何度射（だ）しても終わらない無限種搾り噴水射精SEXした。 黒川すみれ（6月4日、ルナティックス）
- 上は制服 下は黒タイツ 永遠に見ていたい！スラリとした美脚、マンすじセンターシーム、ムレムレ足裏に思わず股間が熱くなる！（6月4日、ディープス）
- 雄をナめたドマゾ痴女をワカらせ3Pママ活丼。 黒川すみれ 辻井ほのか（6月11日、ダスッ！）
- パンスト特化 黒川すみれの完全着衣パンスト×コスプレFUCK（6月18日、グローリークエスト）
- いろいろなデニール数の黒タイツに挟まれたい…踏まれたい…絞められたい… 黒タイツ人妻脚ロック逆3P（7月2日、ディープス）
- 股間まで3cm！シックスナイン施術でアソコの熱気が伝わるほど顔ギリギリに近づけ誘惑する確信犯メンエス嬢 VOL.2（7月11日、DANDY）
- 美乳尻のヤリマン美人奥様から性欲モンスター沼に誘い込まれて、何度も射精させられたマンションの隣人たち。 黒川すみれ（7月23日、AVS collector’s）
- DAS1 GIRLS MEMORIES 黒川すみれ 2nd BEST（8月13日、ダスッ！）
- 黒木奈美レズ解禁 黒川すみれのSっけ責めにおマ〇コがトロットロ 恥ずかしさから徐々に快楽に目覚めていくお姉さまレズビアン（9月10日、ビビアン）
- 右耳ハァハァ左耳ハァハァ W淫語囁きで脳から快感トロけさすアジアンエステ 精子びゅるびゅる連射悶絶絶頂コース 月乃ルナ 黒川すみれ（10月1日、ムーディーズ）
- 都内某所のスナックの美人巨乳ママから逆セクハラされて何発も射精させてくれると噂を聞いて駆けつけた客たちが何度もザーメンを搾り取られた。 黒川すみれ（10月8日、AVS collector’s）
- クールな女医とギャルなナースがM男アナルを診察しながらメスイキさせるWペニバンクリニック 黒川すみれ/和久井美兎（10月15日、グローリークエスト）
- 嫌いな義父に夜●いされて… 黒川すみれ（11月5日、ワンズファクトリー）
- 最近妻が妙に垢抜けてきたと思ったら他の男に抱かれてました（12月3日、桃太郎映像出版）

- 黒川すみれの凄テクを我慢できれば生★中出しSEX!（1月7日、ワンズファクトリー）

### アダルトVR
「黒川すみれ」名義
- THE オフィスLOVE 俺の前ではカワイイ女の子!「ねぇ…私頑張ったんだよ(泣)」 ストッキング上からマ○コを弄られ思わず濡れる 熱烈フェラで抜くもビンビンチ○ポをご奉仕 様々な体位で7回絶頂 「あぁ…すごい気持ちイイ…あああ!んっ!」（9月22日、ブイワンVR）
- 隠姦VR 絶対にばれてはいけない。接客中のバイト女を下半身丸出しにしていたずらし放題 「いたずら店長目線」と「何も知らない客目線」どちらの視点からでも隠姦体験!!（12月18日、ワンズファクトリー）

- 2タイトル収録! 「そこのスリムボインさん!童貞くんの射精のお手伝いをしてくれませんか?」 自慢の美巨乳でパイズリ射精してもらうつもりが優し過ぎて童貞喪失筆おろしセックスまでさせてくれました。（2月15日、ナンパJAPAN）
- 劇的高画質 黒川すみれ【2発射】 ダメダメダメ!全部ダメ! 「だめだめだめそこ…社長…イっちゃいそうなんです。やぁ!やん…うぅん!あぁぁ!」 (7月10日、ブイワンVR)
- MOODYZハイクオリティハーレムVR ミニスカ絶対領域痴女られまくりSPECIAL 抜群のスタイルと痴女スキル。 (7月17日、MOODYZ）
- 新開発!超精細カメラ撮影 射精コントロール!オナ指示痴女（8月2日、CASANOVA）
- 新開発! 超精細カメラ撮影 働く女達の性事情 ～黒パンストを纏った美脚と美尻で部下を惑わせる女上司の淫猥情事～（8月23日、CASANOVA）
- パンスト破りVR（8月29日、SODVR）
- NTR人妻（10月19日、KMPVR-彩-）
- 淫語連呼&ベロベロ顔面舐め変態痴女（10月20日、KMPVR）
- 顔舐めVR（12月5日、KMPVR）
- 黒パンストVR（12月9日、KMPVR）
- 超精細カメラ撮影 舐めJOI（12月20日、CASANOVA）
- 唾液交換VR 女性のツバを飲みたい! 女性にツバを飲ませたい! そんなアナタの願望が叶う! 大量のミックス唾液でヌルシコノーモザイクJOI!（12月20日、ワンズファクトリー）

- 乳首責めVR（1月17日、KMPVR）
- 顔騎地獄（1月24日、KMPVR）
- 後を追いかけ拉致してそのままレ○プ! 全員中出し! 3（4月30日、ROOKIE）
- いっぱい手コキとフェラして気持ち良くしてあげるからブシャブシャ男潮を吹きなさい!（5月6日、ROOKIE）

- パンストしか勝たん（7月2日、CASANOVA）

- 顔距離25cm! 吐息が掛かる悪魔的距離! ～全てが超至近距離で展開! 「君のイク顔、私に見せてよ♪」他の人にバレるかもしれない、ドキドキと見つめてくる視線でムラムラして、パンパンな僕のチ○ポが最高潮にイジられまくる!（3月28日、SODクリエイト）
- 絶対に乳首をお留守にしないW痴女逆3P! 先輩OLに常に乳首を責めてもらえる唾飲み顔舐めSEXでキスしながら強制中出し 黒川すみれ みひな （5月5日、SODクリエイト）
- 「別れた後もずっと好きだったよ…」 友達と結婚することになった元カノ。最初で最後… 一度だけの浮気 黒川すみれ（5月23日、SODクリエイト）
- 混沌から生まれた最高の美貌とベロテクで男をイカせる昇天全身リップヘルス 黒川すみれ（8月25日、KMPVR-bibi-）
- ボクのセフレはみんなキス大好き! 1度のエッチ で唇がふやけるほどイ チャイチャキスをしまくる日替わり7人キス 総合計751回 SEX (美女、巨乳、ロリ、 お姉さん、若 妻 etc. )! キス好きには堪らない1週間ヌケる コスパ最強 VR（11月21日、SODクリエイト）
- いいから黙ってしゃぶられて。夜職を始めた優しい姉が仕事終わりに酔っ払って激フェラ逆夜這いしてきます。 黒川すみれ（12月23日、KMPVR）

- 圧倒的美貌と性欲魔力に弄ばれる保護者不倫 ～ねっとりと身体を侵食し全てを奪い取る～ 黒川すみれ（3月16日、KMPVR）
- チラリズムVR ～何気ない日常に存在する背徳感～（3月24日、KMPVR）
- 【至近距離VR】ぐい～～っと近い距離でフェラ顔を堪能できる猫背フェラVR（3月27日、SPICY VR）
- ボクが同じ部屋で寝ているにも関わらずオナニーを始めたオナニー狂の先輩とオナニーSEX 黒川すみれ（4月17日、KMPVR）
- フェラ狂いの現役美人ピンサロ嬢に仕事熱心なねちっこいフェラで何度も射精させられた不倫ピンサロ密会VR 黒川すみれ（4月27日、KMPVR）
- ベロと舐めVR（7月19日、KMPVR）
- 犬になったらかわいい女の子に拾われた。（8月10日、SODクリエイト）
- 私のお気に入りのパンティを見せてあげるから、オナニーしてね（8月15日、KMPVR）
- メンズエステに行ったら出勤初日だったボクの家庭教師が現れて… 黒川すみれ（8月21日、SODクリエイト）

### アダルト配信
- 素人個人撮影、投稿。57 まゆ 20歳 フリーター（1月27日、シロウトTV）
- なつめ（4月27日、High SCENE）
- なつめ（5月2日、応募即撮りH系）
- 辻村成美（9月23日、舞ワイフ）
- なつめ 2（11月3日、応募即撮りH系）
- 辻村成美 2（11月9日、舞ワイフ）

- なつめ 3（2月2日、応募即撮りH系）
- なつめ（3月16日、Tokyo247）
- なつき（6月8日、ビニ本本舗）
- Natsume（8月23日、S-Cute）
- Natsume 2（8月26日、S-Cute）
- なつめ（9月6日、P-WIFE）
- なつめ 1（11月1日、ウレッ娘）

- なつき 2（9月23日、ビニ本本舗）
- なつき 3（10月28日、ビニ本本舗）

- ちかちゃんに素股! 「え! 何でですか? ちょっと待って! 当たってますよ。私に」って当ててますよ。ちかマンに!（7月12日、エチケット）

- なつめ（4月25日、LadyHunter）

- ■｢妊娠したって構わない!｣ ■＜サレ妻が夫へのあてつけにAV出演＞※透明感ある清楚なサレ妻※夫の浮気を知って大ショック! ※そのあてつけにまさかのAV出演!! ※夫への復讐心から今まで味わった事のない激しいSEXを自ら希望 ※ヨダレダラダラ垂れ流し ※複数ローターバイブ責めで理性崩壊 ※｢もっと中に出して!｣ ※中出し強要カニバサミで妊娠懇願SEX!! ひかり 26歳 専業主婦（6月26日、街角シロウトナンパ）
- すみれさん (orec145)（8月20日、俺の素人）
- 白川菫（12月21日、恋する花嫁）
- すみれ 2 (orec235)（12月26日、俺の素人）
- すみれ（12月31日、中出しシロウト）

- ちかちゃん（1月3日、エチケット）
- すみれ（1月25日、錦糸町投稿倶楽部）
- スミレ（3月22日、人妻空蝉橋）
- 宮本翔子 & 辻村成美（3月24日、舞ワイフ）
- NATSUME (ako354)（5月4日、A子さん）
- かおり（8月31日、STREET ANGELS）
- すみれ（9月6日、池袋素人倶楽部）
- みどり (dw207)（10月12日、Dutch Wife ～清楚系妻との肉欲性交録～）

- ラグジュTV 1311 西川愛希 28歳 美容部員 私生活では解消することが出来ない欲求を持て余した透明感抜群のルックスとモデルの様なスタイルの持ち主が、緊張の面持ちでAV出演。清楚なイメージとは裏腹に巨根のピストンで膣奥深く刺激されて頬を染め、髪を振り乱しながらイキまくる!（10月9日、ラグジュTV）

- ゆり (hmdn341)（3月1日、ハメドリネットワークSecondEdition）
- ゆり 2 (hmdn345)（3月15日、ハメドリネットワークSecondEdition）
- すみれ (hint0491)（12月3日、熟蜜のヒミツ）

- 堀口夏菜子 & 辻村成美（1月4日、舞ワイフ）
- すみれさん (oreco190)（11月6日、俺の素人-Z-）
- 黒川さん（12月1日、素人ペイペイ）
- 【セックスレス人妻】【キスハメ大好き】1年もSEXしてないという訳あり人妻とご対面! 夫は束縛する割に夜の相手はからっきしだそうで、1年も溜め込まれた性欲は底知れない! 上品そうな見た目と物腰だけどキスハメが好きと言い切ったり、いざSEXが始まると恥じらいながらも自ら腰を振りまくる! 最後はゴムを自ら拒否するスーパー美ボディ人妻! 圧巻! 【アラサーちゃん。13人目 ゆきさん】（12月25日、Jackson）

- すみれ（3月13日、シロウト大好き◆ハメ撮り専門）
- すみれ（3月24日、五反田マングース）
- Sさん (gerk495)（3月29日、ゲリラ）
- スミレ (hhsi041)（4月13日、えちえち素人）
- すみれ & ひなの（4月16日、いんすた）
- かれん (instc431)（5月2日、いんすた）
- 【ドSな人妻イ●スタグラマー】謎多きセレブ人妻イ●スタグラマーをSNSナンパ!! コントロール不可能な、猟奇的な人妻!!「カチカチじゃないチ●チン? カチカチよ? 初対面の女にチ●チン勃たせてるの?笑」いつもと違う展開にスタッフ一同翻弄されっぱなし!! 高身長 & スレンダーなモデル級ボディに搭載した人妻Gカップ!!! 自ら腰を振って精子を●りとる「自走式バック」は超必見のエロさ!!!【イ●スタやりたガール。】 カオリさん(仮名) ??歳 セレブ人妻イ●スタグラマー（8月6日、Jackson）
- 【エロい視線を送るスレンダー美巨乳施術師すみれ】初めて来店した客に対し好き勝手エロい事をしてしまう痴女と生ハメSEX。主導権を握られ「手コキ」「フェラ」「乳首責め」とフルコースで容赦なくヌキにかかる。ついには本番行為にまで及んでしまい最後には中出しフィニッシュしてしまう…。（9月21日、ドキュメントdeハメハメ）

### 女性向けアダルトビデオ
2018年
- 冷静になれない情熱エッチで乱されて 絶倫AV男優（セックスマスター）大島丈とふたりっきりのラブラブエッチ（10月12日、GIRL'S CH）

2019年
- starting over 最後のキスをあなたに（1月10日、SILK LABO）
- 長瀬広臣がお客様のエッチなリクエストを1日中叶えちゃいます!!（7月12日、GIRL'S CH）
- 囚われた看護師 ～嫌がる白衣の美青年に無理やり種付け絶頂～ 向理来 黒川すみれ（12月5日、GIRL'S CH）

2022年
- 安らげる場所 及川大智 黒川すみれ（3月30日、SILK LABO）

2023年
- 共犯関係 III 罰を受ける道を選んだ僕ら（7月6日、SILK LABO）※配信作品「安らげる場所」を収録。

### イメージビデオ
- Pretty! 黒川すみれ（2019年7月19日、メディアブランド）

## 書籍

### デジタル写真集
西田那津 名義
- OK? いいよ。：西田那津（2020年7月2日、撮影：日暮圭介）- Kindle写真集

黒川すみれ 名義
- マインズ14ガールズ 14人の極上ヌード（2021年11月1日、小学館、撮影：市川智也）- 芸能事務所『マインズ』所属女優によるデジタル写真集。

## 出演

### テレビドラマ
- 闇金ウシジマくん Season2 第2話（2014年1月24日、毎日放送） - 「ユカ」役

### オリジナルビデオ
「西田那津」名義
- デリシャスボディガール・美咲 妖艶未亡人と愛欲たっぷりハンバーグ（監督・脚本：小淵アキラ）

### 配信ドラマ
- 極道アパート partIII　甘～くキケンなSEXY共同生活（2022年4月6日、シネマファスト）[20]
- 嬢王協奏曲（コンチェルト） 夜の栄冠は美女に輝く（2024年6月5日、ネクスタシーEX、シネマファスト）[21]

### 映画
- 夜に旅（2024年12月2日、オーピー映画）- 野木風花 役[22]